# Чингионе (Болоња)
Чингионе (итал. Cinghione) је насеље у Италији у округу Болоња, региону Емилија-Ромања.
Према процени из 2011. у насељу је живело 15 становника. Насеље се налази на надморској висини од 586 м.